# Gwangju Gwangsan FC
Gwangju Gwangsan FC (kor. 광주 광산 FC), klub piłkarski z Korei Południowej, z miasta Kwangjun, występujący w K3 League (3. liga).